# Beyond LIVE
Beyond LIVE es un servicio de transmisión de conciertos en vivo en línea y una serie de conciertos establecida por primera vez en abril de 2020 por la compañía de entretenimiento de Corea del Sur SM Entertainment en asociación con Naver.

## Conciertos de artistas
| Título del concierto                                                      | Artista                                             | Fecha                                        | VOD de reproducción                                               | VOD multicámara                                              | Retransmisión                                                        |
| 2020                                                                      | 2020                                                | 2020                                         | 2020                                                              | 2020                                                         | 2020                                                                 |
| ------------------------------------------------------------------------- | --------------------------------------------------- | -------------------------------------------- | ----------------------------------------------------------------- | ------------------------------------------------------------ | -------------------------------------------------------------------- |
| Beyond the Future                                                         | SuperM                                              | 26 de abril                                  | 31 de julio de 2020 (V Live) 30 de mayo de 2022 (Beyond LIVE)     | –                                                            | –                                                                    |
| Beyond the Vision                                                         | WayV                                                | 3 de mayo                                    | 7 de agosto de 2020 (V Live) 30 de mayo de 2022 (Beyond LIVE)     | –                                                            | –                                                                    |
| Beyond the Dream Show                                                     | NCT Dream                                           | 10 de mayo                                   | 14 de agosto de 2020 (V Live) 30 de mayo de 2022 (Beyond LIVE)    | –                                                            | –                                                                    |
| Beyond the Origin                                                         | NCT 127                                             | 17 de mayo                                   | 21 de agosto de 2020 (V Live) 30 de mayo de 2022 (Beyond LIVE)    | 24 de septiembre de 2020 (V Live) Próximamente (Beyond LIVE) | –                                                                    |
| Beyond the T                                                              | TVXQ                                                | 24 de mayo                                   | 28 de agosto de 2020 (V Live) 30 de mayo de 2022 (Beyond LIVE)    | 25 de septiembre de 2020 (V Live) Próximamente (Beyond LIVE) | –                                                                    |
| Beyond the Super Show                                                     | Super Junior                                        | 31 de mayo                                   | 4 de septiembre de 2020 (V Live) 30 de mayo de 2022 (Beyond LIVE) | 16 de octubre de 2020 (V Live) Próximamente (Beyond LIVE)    | –                                                                    |
| World in a Day                                                            | Twice                                               | 9 de agosto                                  | 30 de octubre de 2020 (V Live) 30 de mayo de 2022 (Beyond LIVE)   | 30 de noviembre de 2020 (V Live) Próximamente (Beyond LIVE)  | –                                                                    |
| The Moment With Us                                                        | Super Junior-K.R.Y.                                 | 23 de agosto                                 | 13 de noviembre de 2020 (V Live) 30 de mayo de 2022 (Beyond LIVE) | 4 de diciembre de 2020 (V Live) Próximamente (Beyond LIVE)   | –                                                                    |
| a-nation online 2020                                                      | a-nation (SuperM, Super Junior, Red Velvet, EXO-SC) | 29 de agosto                                 | No provisto                                                       | Sin multicámara                                              | –                                                                    |
| 15th Anniversary Special Event: Invitation                                | Super Junior                                        | 7 de noviembre                               | 1 de abril de 2021                                                | Sin multicámara                                              | –                                                                    |
| Unlock: Go Live in Life                                                   | Stray Kids                                          | 22 de noviembre                              | 9 de abril de 2021                                                | 9 de abril de 2021                                           | –                                                                    |
| 2020 K-Pop x K-Art Concert Super KPA                                      | Super Junior, NCT Dream, Elris, Cravity, RGP        | 27 de noviembre                              | No provisto                                                       | No provisto                                                  | –                                                                    |
| 2020 Online Fanmeeting "동(冬),방(房),신기 with Cassiopeia"               | TVXQ                                                | 26 de diciembre                              | 29 de mayo de 2021 (V Live) 30 de mayo de 2022 (Beyond LIVE)      | Sin multicámara                                              | –                                                                    |
| RESONANCE: Global Wave                                                    | NCT                                                 | 27 de diciembre                              | 20 de julio de 2021 (V Live) 30 de mayo de 2022 (Beyond LIVE)     | 30 de julio de 2021 (V Live) Próximamente (Beyond LIVE)      | –                                                                    |
| 2021                                                                      |                                                     |                                              |                                                                   |                                                              |                                                                      |
| SMTOWN LIVE "Culture Humanity"                                            | SMTOWN                                              | 1 de enero                                   | –                                                                 | –                                                            | –                                                                    |
| Light                                                                     | Baekhyun                                            | 3 de enero                                   | 20 de julio de 2021 (V Live) 30 de mayo de 2022 (Beyond LIVE)     | Sin multicámara                                              | –                                                                    |
| Online Fanmeeting "On: Xiuweet Time"                                      | Xiumin                                              | 27 de marzo de 2021                          | No provisto                                                       | Sin multicámara                                              | –                                                                    |
| SHINee World                                                              | SHINee                                              | 4 de abril                                   | 9 de septiembre de 2022 (Beyond LIVE)                             | Próximamente (Beyond LIVE)                                   | 13 de abril de 2021 17 de abril de 2021 18 de abril de 2021 (V Live) |
| E.L.F. Japan 10th Anniversary ~The SUPER Blue Party~                      | Super Junior                                        | 25 de abril                                  | 1 de septiembre de 2021 (Blu-ray/DVD)                             | Sin multicámara                                              | Sin retransmisión                                                    |
| N.G.D.A (Never Gonna Dance Again)                                         | Taemin                                              | 2 de mayo                                    | Próximamente                                                      | Sin multicámara                                              | 16 de mayo de 2021 17 de mayo de 2021                                |
| SHINee World J Presents ~Bistro de SHINee~                                | SHINee                                              | 23 de mayo                                   | 24 de noviembre de 2021 (Blu-ray/DVD)                             | Sin multicámara                                              | Sin retransmisión                                                    |
| Online Fanmeeting 'Office: Foundation Day'                                | NCT 127                                             | 7 de julio                                   | No provisto                                                       | Sin multicámara                                              | Sin retransmisión                                                    |
| Special Event ~I'll Light Your Way~                                       | Yesung                                              | 25 de julio                                  | No provisto                                                       | Sin multicámara                                              | 24 de agosto de 2021 25 de agosto de 2021 (Cine)                     |
| Right Through Me                                                          | Day6 (Even of Day)                                  | 8 de agosto                                  | 30 de mayo de 2022 (Beyond LIVE)                                  | Próximamente (Beyond LIVE)                                   | 29 de agosto de 2021 30 de agosto de 2021 (V Live)                   |
| Online Fanmeeting - inteRView vol.7: Queendom                             | Red Velvet                                          | 16 de agosto                                 | No provisto                                                       | Sin multicámara                                              | Sin retransmisión                                                    |
| Online Fanmeeting 'Hot! Summer Dream'                                     | NCT Dream                                           | 25 de agosto                                 | No provisto                                                       | Sin multicámara                                              | Sin retransmisión                                                    |
| 13th Anniversary Online Fanmeeting <Dear. HOTTEST>                        | 2PM                                                 | 4 de septiembre                              | 30 de mayo de 2022 (Beyond LIVE)                                  | Próximamente (Beyond LIVE)                                   | 25 de septiembre de 2021 26 de septiembre de 2021 (V Live)           |
| Groks in the Keyland                                                      | Key                                                 | 26 de septiembre                             | 15 de noviembre de 2022 (Beyond LIVE)                             | Sin multicámara                                              | 17 de octubre de 2021 18 de octubre de 2021 (V Live)                 |
| 2021 Musical <Marie Antoinette> Live                                      | Doyoung                                             | 6 de noviembre 7 de noviembre 8 de noviembre | Provisto por 24 horas                                             | Sin multicámara                                              | Sin retransmisión                                                    |
| Bigeast Fanclub Event 2021 Tohoshinki the Garden ~Online~                 | TVXQ                                                | 14 de noviembre                              | No provisto                                                       | Sin multicámara                                              | Sin retransmisión                                                    |
| KLoor (#Cinema)                                                           | Kai                                                 | 12 de diciembre                              | No provisto                                                       | Sin multicámara                                              | 15 de diciembre de 2021 18 de diciembre de 2021                      |
| 2nd Tour 'Neo City: Seoul - The Link'                                     | NCT 127                                             | 19 de diciembre                              | No provisto                                                       | Sin multicámara                                              | 26 de diciembre de 2021                                              |
| Fan Party <Best Choi's Minho 2021>                                        | Minho                                               | 21 de diciembre                              | No provisto                                                       | Sin multicámara                                              | Sin retransmisión                                                    |
| 4th World Tour 'III': Seoul                                               | Twice                                               | 26 de diciembre                              | 27 de mayo de 2022 (DVD) 24 de junio de 2022 (Blu-ray)            | Sin multicámara                                              | 23 de enero de 2022 24 de enero de 2022                              |
| 2022                                                                      |                                                     |                                              |                                                                   |                                                              |                                                                      |
| SMTOWN LIVE 2022: SMCU EXPRESS@KWANGYA                                    | SMTOWN                                              | 1 de enero                                   | –                                                                 | –                                                            | 29 de enero de 2022                                                  |
| 2022 Fanmeeting <Junho the Moment>                                        | Junho                                               | 23 de enero                                  | No provisto                                                       | Sin multicámara                                              | 19 de febrero de 2022 20 de febrero de 2022                          |
| Special Event ~Lover's Concerto~                                          | Kyuhyun                                             | 6 de febrero                                 | No provisto                                                       | Sin multicámara                                              | Sin retransmisión                                                    |
| 2nd #LoveSTAY 'SKZ's Chocolate Factory'                                   | Stray Kids                                          | 13 de febrero                                | No provisto                                                       | Sin multicámara                                              | 5 de marzo de 2022 6 de marzo de 2022                                |
| Solo Concert "Pilmography"                                                | Wonpil                                              | 13 de marzo                                  | No provisto                                                       | Sin multicámara                                              | 2 de abril de 2022 3 de abril de 2022 24 de abril de 2022            |
| Solo Concert "Pilmography"                                                | Wonpil                                              | 27 de marzo                                  | No provisto                                                       | Sin multicámara                                              | 17 de abril de 2022 28 de abril de 2022                              |
| The 1st Concert "Center of Gravity"                                       | Cravity                                             | 3 de abril                                   | No provisto                                                       | Sin multicámara                                              | 17 de abril de 2022                                                  |
| Dream Stage <Glitch Mode>                                                 | NCT Dream                                           | 5 de abril                                   | No provisto                                                       | Sin multicámara                                              | 9 de abril de 2022                                                   |
| The 1st Fan Meeting "ITZY, MIDZY, Let's Fly!"                             | Itzy                                                | 9 de abril                                   | No provisto                                                       | Sin multicámara                                              | 30 de abril de 2022 1 de mayo de 2022                                |
| 2022 Debut Anniversary Fan Event                                          | EXO                                                 | 9 de abril                                   | No provisto                                                       | Sin multicámara                                              | Sin retransmisión                                                    |
| 2022 Fan-Con <115430>                                                     | Jun. K Wooyoung (2PM)                               | 1 de mayo                                    | No provisto                                                       | Sin multicámara                                              | 21 de mayo de 2022 22 de mayo de 2022                                |
| 2nd World Tour "MANIAC" in Seoul                                          | Stray Kids                                          | 1 de mayo                                    | No provisto                                                       | Sin multicámara                                              | 28 de mayo de 2022 29 de mayo de 2022                                |
| 2nd Tour 'Neo City: Japan - The Link'                                     | NCT 127                                             | 28 de mayo                                   | 28 de septiembre de 2022 (Blu-ray)                                | Sin multicámara                                              | Sin retransmisión                                                    |
| 2022 Concert "Wonderland"                                                 | WJSN                                                | 12 de junio                                  | No provisto                                                       | Sin multicámara                                              | 26 de junio de 2022                                                  |
| Super Show 9: Road                                                        | Super Junior                                        | 17 de julio                                  | No provisto                                                       | Sin multicámara                                              | Sin retransmisión                                                    |
| Live Tour 2022 ~Under the Spotlight~ (2 espectáculos)                     | HKT48                                               | 23 de julio                                  | No provisto                                                       | Sin multicámara                                              | 6 de agosto de 2022                                                  |
| 2nd World Tour "MANIAC" in JAPAN                                          | Stray Kids                                          | 27 de julio                                  | No provisto                                                       | Sin multicámara                                              | Sin retransmisión                                                    |
| 2022 FAN MEETING: MY SYNK. aespa                                          | aespa                                               | 30 de julio                                  | No provisto                                                       | Sin multicámara                                              | Sin retransmisión                                                    |
| The 1st World Tour <Checkmate> in Seoul                                   | Itzy                                                | 7 de agosto                                  | No provisto                                                       | Sin multicámara                                              | 4 de septiembre de 2022                                              |
| 2022 Fan-Con <Before Midnight>                                            | Junho                                               | 14 de agosto                                 | No provisto                                                       | Sin multicámara                                              | 17 de septiembre de 2022                                             |
| SMTOWN LIVE 2022: SMCU EXPRESS@Human City Suwon                           | SMTOWN                                              | 20 de agosto                                 | No provisto                                                       | Sin multicámara                                              | Sin retransmisión                                                    |
| SMTOWN LIVE 2022: SMCU EXPRESS@Tokyo                                      | SMTOWN                                              | 28 de agosto                                 | No provisto                                                       | Sin multicámara                                              | Sin retransmisión                                                    |
| 2022 Special Event "Long Lasting Love"                                    | Girls' Generation                                   | 3 de septiembre                              | No provisto                                                       | Sin multicámara                                              | 1 de octubre de 2022                                                 |
| 2022 "No Limit" World Tour in Seoul                                       | Monsta X                                            | 4 de septiembre                              | No provisto                                                       | Sin multicámara                                              | 2 de octubre de 2022 13 de noviembre de 2022                         |
| The Dream Show 2: In A DREAM                                              | NCT Dream                                           | 9 de septiembre                              | No provisto                                                       | Sin multicámara                                              | 1 de octubre de 2022                                                 |
| 4th Album "2 Baddies" Comeback Show - Faster                              | NCT 127                                             | 16 de septiembre                             | No provisto                                                       | Sin multicámara                                              | 8 de octubre de 2022                                                 |
| Debut 10th Anniversary Fan Meeting <Go-eun Day: Come In Closer>           | Kim Go-eun                                          | 15 de octubre                                | No provisto                                                       | Sin multicámara                                              | Sin retransmisión                                                    |
| G.O.A.T. (Greatest Of All Time) IN THE KEYLAND                            | Key                                                 | 23 de octubre                                | No provisto                                                       | Sin multicámara                                              | 26 de noviembre de 2022                                              |
| 2nd Tour 'Neo City: Seoul - The Link+'                                    | NCT 127                                             | 23 de octubre                                | No provisto                                                       | Sin multicámara                                              | 20 de noviembre de 2022                                              |
| The Dream Show 2: In A DREAM - in JAPAN                                   | NCT Dream                                           | 27 de noviembre                              | No provisto                                                       | Sin multicámara                                              | Sin retransmisión                                                    |
| 2022 Fan-Con : The B-Road                                                 | The Boyz                                            | 3 de diciembre                               | No provisto                                                       | Sin multicámara                                              | Sin retransmisión                                                    |
| 2022 Best Choi's Minho - Lucky Choi's                                     | Minho                                               | 8 de diciembre                               | No provisto                                                       | Sin multicámara                                              | Sin retransmisión                                                    |
| Live With U 2022 "Burn It Up"                                             | NiziU                                               | 18 de diciembre                              | No provisto                                                       | Sin multicámara                                              | Sin retransmisión                                                    |
| Stage ♭ : Overture                                                        | Xdinary Heroes                                      | 18 de diciembre                              | No provisto                                                       | Sin multicámara                                              | 15 de enero de 2023                                                  |
| Winter Special Event "Candy"                                              | NCT Dream                                           | 21 de diciembre                              | No provisto                                                       | Sin multicámara                                              | Sin retransmisión                                                    |
| 2023                                                                      |                                                     |                                              |                                                                   |                                                              |                                                                      |
| SMTOWN LIVE 2023 : SMCU PALACE@KWANGYA                                    | SMTOWN                                              | 1 de enero                                   | –                                                                 | –                                                            | –                                                                    |
| 2023 Fan-Con <Codename: Ujung>                                            | WJSN                                                | 8 de enero                                   | No provisto                                                       | Sin multicámara                                              | Sin retransmisión                                                    |
| 2023 Fan Concert "Rendezvous in Seoul: Secret Meeting Between You And Me" | Jinyoung                                            | 29 de enero                                  | TBA                                                               | TBA                                                          | TBA                                                                  |
| The 1st Fan Concert <The Prom Queens>                                     | Ive                                                 | 12 de febrero                                | No provisto                                                       | Sin multicámara                                              | Sin retransmisión                                                    |
| The 2nd Fan Meeting "ITZY, MIDZY, Let's Fly! To Wonder World"             | Itzy                                                | 12 de febrero                                | TBA                                                               | TBA                                                          | TBA                                                                  |
| 2023 Fan-Con <Dear My LUVITY>                                             | Cravity                                             | 19 de febrero                                | No provisto                                                       | Sin multicámara                                              | Sin retransmisión                                                    |